# Bothwell Water
Das Bothwell Water ist ein Fluss in der schottischen Council Area Scottish Borders.

## Lauf
Das Bothwell Water entsteht durch den Zusammenfluss der Bäche West Burn und Tay Burn vor dem Nordhang des Spartleton in den östlichen Lammermuir Hills auf einer Höhe von etwa 265 Metern. Der Bach fließt vornehmlich nach Südosten ab, um sich nach einem Lauf von etwa sieben Kilometern bei Cranshaws von links in das Whiteadder Water zu ergießen, das über den Tweed in die Nordsee entwässert.
Groome legte in den 1880er Jahren die Quelle des Bothwell Waters in den Dunbar Common in Haddingtonshire (heute East Lothian) und gibt eine Länge von elf Kilometern an. Hierbei schlug er offensichtlich die Quellbäche Mossy Burn und Tay Burn dem Bothwell Water zu. Dies ist konsistent mit der Lokalisierung der Quelle rund vier Kilometer südsüdöstlich von Stenton.
An der Mündung quert die B6355 das Bothwell Water.